# Sasak Panjang
Sasak Panjang is een bestuurslaag in het regentschap Bogor van de provincie West-Java, Indonesië. Sasak Panjang telt 31.340 inwoners (volkstelling 2023).